# Batang Onang Baru
Batang Onang Baru is een bestuurslaag in het regentschap Padang Lawas Utara van de provincie Noord-Sumatra, Indonesië. Batang Onang Baru telt 657 inwoners (volkstelling 2010).